# Anders Emgård
Sven Anders Gunnarsson Emgård, född 30 juli 1938 i Lund, är en svensk konstnär och lärare.
Emgård är som konstnär autodidakt och var under några år bosatt i Etiopien där han startade sin bana som konstnär. Han fick en viss vägledning av sin dåvarande granne Björn von Rosen. Han debuterade i en utställning i Helsingborg 1952. Vid sidan av konsten bedrev han akademiska studier i Lund och arbetade därefter som högstadielärare i matematik, biologi och kemi. Han lämnade läraryrket i slutet av 1970-talet för att arbeta på heltid som konstnär. Hans konst består av  realistiska landskaps och marinmotiv i olja, tempera och mischteknik.